# 横尾瑠尉
横尾瑠尉（よこお るい、1984年1月6日 -  ）は、新潟県出身の日本のダンサー、俳優である。

## 人物
クラフトビールが好き。
特技 ：料理、映像編集、クロスカントリースキー、水泳、卓球
趣味 ：渓流釣り、読書、映画鑑賞、観察、包丁研ぎ

## 出演

### テレビ
- TOKYO МX 『ツキステ。TV』（2017年4月5日 - 4月19日、全6回）
- TOKYO МX 『ツキステ。TVシーズン2』（2018年11月21日 - 12月5日、全6回）

### テレビアニメ
- MARGINAL#4 KISSから創造るBig Bang（2017年） - LUI先生役

### 映画
- モテキ（2011年9月23日公開） - ダンサー
- GOGOイケメン 5（2013年7月6日公開） ブラッククロワッサン jr. 役
- サイドライン（2015年10月31日公開） - 早川爽太 役 ・振付監修も担当
- さそりとかゑる（2019年12月20日公開） - 鴨川一郎 役
- MISSION IN B.A.C. THE MOVIE ～幻想と現実の an interval～（2020年公開） - 調査員役

### 振付
- ニコラス・エドワーズ コンサート
- ピタゴラスプロダクションLIVE「Big Bang Fes」
- うたの☆プリンスさまっ♪「マジ LOVELIVE」 3rd-6th STAGE
- rejet fes シリーズ
- アイドリッシュセブン Re:vale 「NO DOUBT」
- アイドリッシュセブン IDOLiSH7 「ナナツイロREALiZE」
- アニメ「MARGINAL#4」
- ゴスペラーズ MV 「It’s Alright!」
- SONGRIDERS MV 「TRAUMA」
- androp MV 「one」
- 東京カランコロン MV 「カラフルカラフル/三毒」
- MISIA MV 「butterfly butterfly」
- TOC MV「START ME UP feat.チアキ」

### 舞台
- switch （2007年9月20日 - 23日、ディファ有明）
- AND ENDLESS spring edition 2008「堕天」（2008年5月1日 - 5月11日、東京芸術劇場 シアターイースト）
- H&M presents　DECADANCE - デカダン -　（2008年8月9日 - 8月24日、全労済ホール／スペース・ゼロ）
- ミュージカル黒執事 -The Most Beautiful DEATH in The World- 千の魂と堕ちた死神（2010年、赤坂Actシアター 他） 
  - ミュージカル黒執事 -The Most Beautiful DEATH in The World- 千の魂と堕ちた死神　再演（2013年、東京他）
- 森雪之丞参上公演 「サイケデリックペイン」（2012年8月22日 - 9月11日サンシャイン劇場、2012年9月22日 - 9月24日森ノ宮ピロティホール）
- THE ALUCARD SHOW（2013年8月2日 - 25日、AiiA Theater Tokyo） - ポプシー役
- あうるすぽっとシェイクスピアフェスティバル2014 マクベス（2014年8月16日 - 8月24日、あうるすぽっと）
- THE ALUCARD SHOW 再演（2014年11月14日 - 24日、AiiA Theater Tokyo） - ポプシー役
- 2.5次元ダンスライブ『ツキウタ。』ステージ　『ツキステ。』 シリーズ - 如月恋 役
  - 2.5次元ダンスライブ『ツキウタ。』ステージ ver.BLACK（2016年4月23日 - 5月1日、星陵会館）[3]
  - 第二幕 〜月歌奇譚「夢見草」〜（2016年10月27日 - 31日、Zeppブルーシアター六本木）[4]
  - ツキプロ祭・冬の陣 昼の部『ツキステ。LUNATIC LIVE』（2016年12月4日、パシフィコ横浜 国立大ホール）
  - 第3幕『TRI! SCHOOL REVOLUTION!』Ver.BLACK（2017年3月8日 - 12日、Zeppブルーシアター六本木）
  - ツキプロ文化祭『死にかけ男が転生目指して芸能界で頑張ります！〜しにてん〜』（2017年9月13日 - 17日、全電通労働会館）
  - 第4幕『Lunatic Party』（2017年10月11日 - 15日、Zeppブルーシアター六本木
  - 『LUNATIC LIVE 2017』 in SHANGHAI（2017年10月21日 - 22日、MODERN SKY LAB（上海））
  - 第5幕『Rabbits Kingdom』（2017年11月30日 - 22日、アイアシアタートーキョー）
  - 『TSUKISTA. Memorial Tour 2018』
    - 東京(2018年2月13日-14日 EX THEATER ROPPONGI)
    - 東京(2018年2月16日-18日 日テレらんらんホール)
    - 台湾(2018年2月24日-25日 信義劇場Legacy Max) ※ゲネプロ公演(2018年2月24日13時公演)
    - 大阪(2018年3月2日-3日 オリックス劇場)
    - 愛知(2018年3月4日 豊田市民文化会館大ホール)
    - 宮城(2018年3月10日-11日 仙台GIGS) ※スタンディング ※日本・香港・台湾ライブビューイング(2018年3月11日18時公演)

  - 第6幕『紅縁』（2018年10月18日 - 11月4日、品川ステラボール）
  - 第7幕『CYBER-DIVE-CONNECTION』（2018年12月5日 - 9日、ヒューリックホール東京/12月13日 - 16日、メルパルクホール）
  - 『LUNATIC LIVE 2018』
    - Ver.BLUE(2018年12月26日 大宮ソニックシティ大ホール)
    - Ver.RED(2018年12月27日 大宮ソニックシティ大ホール)

  - 第8幕『TSUKINO EMPIRE-Unleash your mind』（2019年3月27日 - 3月31日、舞浜アンフィシアター）

- イケメンヴァンパイア◆偉人たちと恋の誘惑 THE STAGE - テオドルス・ファン・ゴッホ 役
  - ～Episode.0～（2019年4月12日 - 16日、EX THEATER ROPPONGI）[5]
  - ～Episode.1～（公演中止）（2020年4月9日 - 12日、渋谷区文化総合センター大和田　/4月17日 - 20日、 JAPAN PARK OSAKA）
  - ～Episode.1～（2021年4月23日 - 29日、シアター1010）
- Three Rage - 吉井寛治 役
  - Three Rage（2019年8月15日 - 18日、CBGKシブゲキ!!）
  - Three Rage 2 - 佐島礼編 -（2020年5月3日 - 17日、赤坂RED/THEATER）※公演中止
  - Three Rage 1.5 - bond of the screen -（2020年5月30日 - 、オンライン配信）
- Mission IN B.A.C. THE STAGE（2019年7月7日、高田馬場ラビネスト） - 調査員 役
- 声劇和楽団「姫ものがたり」（2019年8月30日 - 31日、紀尾井小ホール） - 帝 役
- SOLID STAR プロデュースvol.17「ハッピーマーケット！！」（2019年6月19日 - 6月23日） - 稲毛龍之介 役
- 舞台劇「からくりサーカス」～デウス・エクス・マキナ(機械仕掛けの神)編～（2019年10月10日(木) - 19日(土)、新宿FACE） - 才賀正二 役
- ミュージカル座　ブロードウェイ・ミュージカル「GODSPELL - カミノミコトバ -」（2019年11月27日 - 12月3日） - ユダ 役
- 方南ぐみ企画公演『伊賀の花嫁 その四「シングルベッド」編』 （2020年1月22日 - 29日、俳優座劇場） - 新垣実 役
- 信長の野望・大志 ～最終章～ 群雄割拠 関ヶ原（2020年6月4日-9日、シアター1010）- 伊達政宗 役 ※公演中止
- スマホ連動 “ヒロイン体験 朗読劇”「 特別捜査 密着24時」 from 100シーンの恋＋（2020年7月6日、R'sアートコート）
- 方南ぐみ企画公演『あたっくNO.1』（2023年9月22日 - 10月1日、俳優座劇場） - 永井実 役[6]
- 方南ぐみ企画公演『帰ってこい! 伊賀の花嫁 その六』そうだ! We're Alive編（2024年1月17日 - 21日、俳優座劇場）[7]

### イベント
- 川口名人×なみぞう年忘れ大生誕祭-ちょっぴり早い忘年会しちゃいましょ-（2016年12月9日、LOFT/PLUS ONE）
- HAPPY STYLE BoyS PARTY vol.3（2017年2月4日、初台 The DOORS）
- 大家さん大集合！シェアハウＣＨＵ！公開収録（2018年9月17日、ニッショーホール）
- アトフェススペシャルトークショー（2019年5月10日 - 5月12日、としまえん）
- アトフェス宣伝部出張公開放送（2019年9月28日、横浜・八景島シーパラダイス ベイサイドステーション）
- 映画「さそりとかゑる」DVD 発売記念イベント（2020年3月20日、雷5656会館）※公演中止
- 映画「さそりとかゑる」バーチャル歌謡ショー〜あまがゑるの返り咲き〜 （2020年5月31日、オンライン配信）

### 書籍
- 2.5次元ダンスライブ「ツキウタ。」ステージ・オフィシャルファンブック BACKSTAGE PARTY 2016
- 2.5次元ダンスライブ「ツキウタ。」ステージ　第5幕『Rabbits Kingdom』　ビジュアルパンフレット
- 2.5次元ダンスライブ「ツキウタ。」ステージ・オフィシャルファンブック BACKSTAGE PARTY 2017
- 2.5次元ダンスライブ「ツキウタ。」ステージ　第8幕『TSUKINO EMPIRE Visual Book』ビジュアルパンフレット
- 2.5次元ダンスライブ「ツキウタ。」ステージ・オフィシャルファンブック BACKSTAGE PARTY 2018

### その他
- ツキプロダンサーズ - ダンサー出演（睦月 始、霜月 隼役）
  - ツキウタ。春のファン祭り mini！（2015年3月15日、ラフォーレミュージアム六本木）
  - ツキプロフェスタ in ラフォーレ原宿（2015年4月26日、ラフォーレミュージアム原宿）
  - AnimeJapan 2016『ツキウタ。THE ANIMATION』ステージ（2016年3月26日、東京ビッグサイト）
  - ツキプロライブ2016in中野（2016年4月10日、中野サンプラザ）
- うたの☆プリンスさまっ♪ - ダンサー出演
  - うたの☆プリンスさまっ♪マジLOVELIVE 3rd STAGE（2013年12月1日、横浜アリーナ）
  - うたの☆プリンスさまっ♪マジLOVELIVE 4th STAGE（2015年1月30日 - 2月1日、横浜アリーナ）
  - うたの☆プリンスさまっ♪マジLOVELIVE 5th STAGE（2016年1月16日 - 17日、さいたまスーパーアリーナ）
  - うたの☆プリンスさまっ♪マジLOVELIVE 6th STAGE（2017年5月27日 - 28日、メットライフドーム）
  - うたの☆プリンスさまっ♪ ST☆RISHファンミーティング「Welcome to ST☆RISH world!!」（2018年5月5日 - 6日、メットライフドーム）
- ニコラス・エドワーズ - ダンサー出演
  - Motion 2016 Summer Concert（2016年7月8日 - 9日、EX THEATER 六本木）
  - MOTION 2016 CHRISTMAS CONCERT ~ Silent Night with Nikolas Edwards （2016年12月3日、EX THEATER 六本木）
- Naozumi Takahashi A’LIVE 2018 amorous TOUR - ダンサー出演
  - 2018年 7月 29日　札幌・Sound Lab mole
  - 2018年 8月 4日　大阪・心斎橋 Music Club JANUS
  - 2018年 8月 11日　福岡・BEAT STATION
  - 2018年 8月 12日　名古屋・CLUB QUATTRO
  - 2018年 8月 19日　静岡・浜松窓枠
  - 2018年 8月 25日　仙台・darwin
  - 2018年 9月 16日　東京・新宿BLAZE